# Georg Rhau

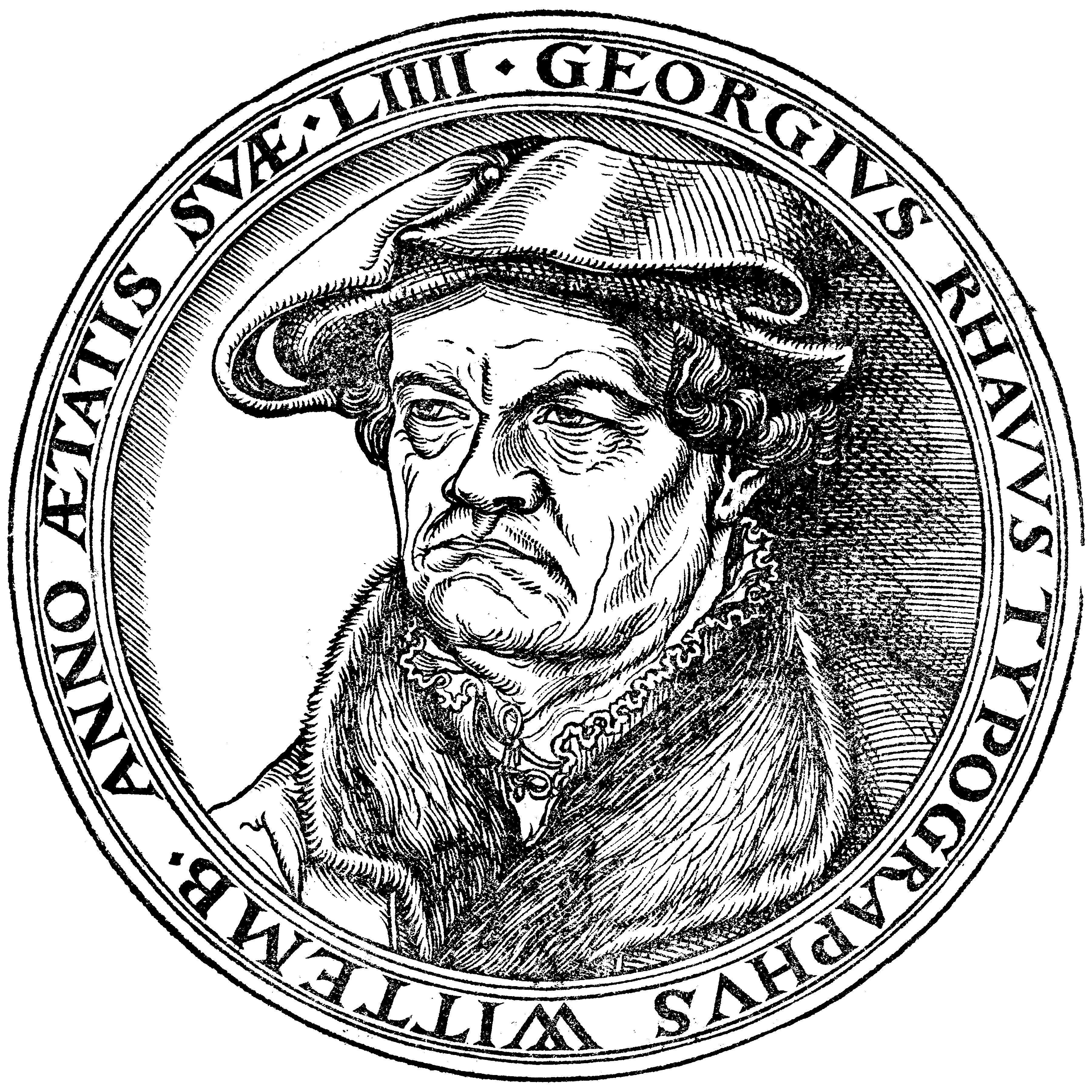
Georg Rhau

Georg Rhau (of: Rhaw, Eisfeld, 1488 - Wittenberg, 6 augustus 1548) was een Duitse boekdrukker en Thomascantor.

## Leven
Rhau studeerde vanaf 15 april 1513 Filosofie aan de Universiteit van Wittenberg. Op 27 juni 1514 verkreeg hij zijn B.A. aan de faculteit filosofie. In de zomer van 1518 zette hij zijn studie voort aan de Universiteit van Leipzig, waar hij op 18 september 1518 werd aangenomen als medewerker aan de filosofische faculteit. Bovendien was hij vanaf augustus aan het werk als Thomascantor, muzikaal leider van het koor van de Thomasschule en de Thomaskirche (Leipzig) en voerde in die hoedanigheid tijdens de Leipziger Disputation op 27 juni 1519, een twaalfstemmig door hem gecomponeerde mis uit.
In 1520 moest hij Leipzig vanwege zijn sympathie voor de reformatie verlaten, en kreeg een aanstelling als schoolmeester in Eisleben en Hildburghausen. Eind 1522 vestigde hij zich in Wittenberg als drukker, later begon hij een Boekdrukkerij, die hij tot zijn dood dreef. De zaak werd daarna door zijn erfgenamen tot 1566 voortgezet.

## Werken
Van Rhau zijn twee leerboeken muziek voor gebruik in school verschenen en tien grote verzamelingen met werken van componisten- tijdgenoten zoals Heinrich Finck, Thomas Stoltzer, Balthasar Resinarius, Simon Cellarius, Sixt Dietrich, Arnold von Bruck en Ludwig Senfl.
De bladmuziek van Georg Rhau is belangrijk doordat ze laat zien welke muziek wel en welke niet werd geaccepteerd door de omgeving van Maarten Luther.

## Recent verschenen
- Musikdrucke aus den Jahren 1538 bis 1545 in moderner Notenschrift (Bärenreiter-Verlag)

- Bibsys: 7007434
- Biblioteca Nacional de España: XX883720
- Bibliothèque nationale de France: cb15100308m (data)
- CiNii: DA11683109
- Gemeinsame Normdatei: 115690387
- International Standard Name Identifier: 0000 0001 2142 8346
- Library of Congress Control Number: n81048033
- MusicBrainz: 711f6e31-7487-4a75-99b6-659ea8582142
- Nationale Bibliotheek van Tsjechië: ola2009522776
- Nationale bibliotheek van Australië: 36203949
- Nationale Bibliotheek van Israël: 987007274924705171
- Nationale Bibliotheek van Polen: a0000002395896
- Nationale en Universitaire bibliotheek Zagreb: 000107981
- Nederlandse Thesaurus van Auteursnamen: 115378278
- Réseau des bibliothèques de Suisse occidentale: 02-A000137334
- Istituto Centrale per il Catalogo Unico: MUSV055038
- Système universitaire de documentation: 076434982
- Trove: 1228775
- Virtual International Authority File: 88648190
- WorldCat: E39PBJm9b3CFQ3bRgGCVx6384q